# Cyanolophocolea echinella
Cyanolophocolea echinella là một loài Rêu trong họ Geocalycaceae. Loài này được (Lindenb. & Gottsche) R.M. Schust. mô tả khoa học đầu tiên năm 2001.